# Argentina ai IX Giochi olimpici invernali
L'Argentina partecipò ai IX Giochi olimpici invernali, svoltisi a Innsbruck, Austria, dal 29 gennaio al 9 febbraio 1964, con una delegazione di 12 atleti impegnati in tre discipline.